# Nicolae Dabija (general)
Nicolae Dabija (n. 15 august 1837, Huși – d. 1 decembrie 1884, Paris) a fost un general și om politic român.
Născut la Huși, în 1837, a urmat cursurile Academiei Mihăilene din Iași. În anul 1858 este trimis în Franța pentru a urma cursurile Școlii Militare din Metz. După absolvire s-a întoars în țară, încadrând-se în armată, inițial cu gradul de sublocotenent de artilerie.
A avansat în cariera militară, în 1864 fiind numit subdirector al Stabilimentului de artilerie. A participat la Războiul de Independență al României (1877-1878), în calitate de comandant al artileriei Diviziei Infanterie, luând parte la bătăliile purtate de armata română la Plevna și Vidin.
După război, colonelul Nicolae Dabija a intrat în politică, fiind atras de doctrina liberală. A deținut mai multe funcții politico-administrative în guvernele aflate la conducerea României după anul 1878: Ministru de Război (în perioada 8 ianuarie 1879 - 10 iulie 1879), Ministru ad-interim al Finanțelor (10-27 aprilie 1881) și Ministru al Lucrărilor Publice de mai multe ori (24 octombrie 1880 - 9 aprilie 1881; 10 aprilie - 8 iunie 1881; 9 iunie 1881 - 31 iulie 1884).
Compania engleză "Danube and Black Sea Railway Kustenge Harbor" construise în perioada 1856-1862 calea ferată Constanța-Cernavodă. Deoarece prin Tratatul de la Berlin (1878) Dobrogea i se atribuise României, compania engleză a solicitat răscumpararea căii ferate de către statul Român, cerând 18.752.706 lei aur. Colonelul Nicolae Dabija, ca reprezentant al statului român, și delegatul companiei engleze au semnat, la 9 noiembrie 1882, contractul de răscumparare, pentru suma de 16.800.000 lei, votată la 21 mai 1882 de Adunarea Deputaților, sumă care s-a plătit într-o singură rată, în 1882.
În anul 1883 Nicolae Dabija a fost avansat la gradul de general de brigadă. A murit însă după numai un an (1 decembrie 1884) la Paris, în vârstă de 47 de ani.